# Boxe aux Jeux asiatiques de 1954
Navigation
Édition suivante
Les compétitions de boxe anglaise des Jeux asiatiques 1954 se sont déroulées du 1er au 9 mai à Manille, Philippines.

## Résultats

### Podiums
| Catégories                    | Or                 | Argent           | Bronze                 |
| Poids mouches (-51 kg)        | Ernesto Sajo       | Lee Jang-kyo     | Aye Kho                |
| Poids coqs (-54 kg)           | Alejandro Ortuoste | Henry Jayasurina | Kichio Miyake          |
| Poids plumes (-57 kg)         | Park Kum-hyun      | Mauro Dizon      | Chandrasena Jayasurina |
| Poids légers (-60 kg)         | Celedonio Espinosa | Henry Wong       | Hiroshi Iwabuchi       |
| Poids super-légers (-63,5 kg) | Ernesto Porto      | Lee Sam-yong     | Hisao Inoue            |
| Poids welters (-67 kg)        | Kazuma Fujimoto    | Bulat bin Isail  | Kim Yoon-seo           |
| Poids super-welters (-71 kg)  | Vicente Yunacao    | Yutaka Kobashi   |                        |

### Tableau des médailles
| Place | Pays             | Médaille d'or, Asie | Médaille d'argent, Asie | Médaille de bronze, Asie | Total |
| ----- | ---------------- | ------------------- | ----------------------- | ------------------------ | ----- |
| 1     | Philippines      | 5                   | 1                       | 0                        | 6     |
| 2     | Corée du Sud     | 1                   | 2                       | 1                        | 4     |
| 3     | Japon            | 1                   | 1                       | 3                        | 5     |
| 4     | Sri Lanka        | 0                   | 1                       | 1                        | 2     |
| 5     | Singapour        | 0                   | 1                       | 0                        | 1     |
| 5     | Chine            | 0                   | 1                       | 0                        | 1     |
| 7     | Birmanie         | 0                   | 0                       | 1                        | 1     |
| Total | 7 pays médaillés | 7                   | 7                       | 6                        | 20    |